# Aoteatilia psila
Aoteatilia psila é uma espécie de gastrópode do gênero Aoteatilia, pertencente à família Columbellidae.